# Ирма
Ѝрма (на италиански: Irma) е село и община в Северна Италия, провинция Бреша, регион Ломбардия. Разположено е на 804 m надморска височина. Населението на общината е 135 души (към 2013 г.).